# Иван Јордовић
Иван Светислав Јордовић (Бон, 22. јун 1974) српски је историчар.

## Биографија
Студирао је историју на Филозофском факултету у Београду, где је дипломирао 1999. године. Захваљујући стипендији Немачке службе за академску размену уписао је докторске студије на Рурском универзитету Бохум код професора Карл-Вилхелм Велваја. Докторирао је са тезом Почеци млађе тираниде. Претече и први представници аутократске власти у позном 5. веку пре Христа.
После повратка у Србију 2004. године радио је у Балканолошком институту САНУ у Београду. У том периоду био је на шестомесечном (2006/2007) постдокторском усавршавању на Универзитету у Дрездену. За доцента на Одсеку за историју Филозофског факултета у Новом Саду изабран је 2006, за ванредног професора 2011, а за редовног професора 2016. године. У овом раздобљу је као стипендиста Фондације Харт спровео вишемесечна истраживања у Женеви (2008/2009). Стипендија Александар фон Хумболт фондације омогућила му је током 2015—2017. године три дужа студијска боравка на Универзитету у Билефелду.
Дужност шефа Одсека за историју вршио је од 2015. до 2021. године. Председник Етичке комисије Факултета био је у периоду 2017—2020. Члан је Друштва за античке студије Србије, а од 2008. до 2014. године био је члан Управног одбора.
Бави се античком историјом, у првом реду историјом старе Грчке (историја идеја, политичка мисао, политичка и војна историја).
Одржао је бројна гостујућа предавања по позиву у земљи и иностранству (Правни факултет у Београду, Универзитет у Хајделбергу, Универзитет у Џангџунгу, Универзитет у Утрехту, Универзитет у Берну, Универзитет у Минстеру, Универзитет у Ерфурту, Универзитет у Ахену, Универзитет Дуисбург-Есен, Универзитет у Билефелду).
Сарађивао је на више домаћих и страних пројеката.

За књигу Стари Грци. Портрет једног народа добио је Награду за класичне науке Милан Будимир за 2012. годину. 

## Изабрани радови

#### Монографије
- Taming Politics: Plato and the Democratic Roots of Tyrannical Man, Studies in Ancient Monarchies Vol. 5, Franz Steiner, Stuttgart 2019, 236 стр.
- Платон и демократски корени тиранског човека. Студије о кнежевском огледалу, антидемократској теорији и тиранској типологији у класичној Грчкој, Балканолошки институт САНУ, Београд 2015, 215 стр.
- Стари Грци. Портрет једног народа, Завод за уџбенике – Балканолошки институт САНУ, Београд 2011, 534 стр.
- Die Anfänge der Jüngeren Tyrannis: Vorläufer und erste Repräsentanten von Gewaltherrschaft im späten 5. Jahrhundert v. Chr., Peter Lang, International Academic Publishers, European University Studies, Frankfurt am Main - Berlin - Bern - Bruxelles - New York - Paris - Wien 2005, 362 стр

#### Зборници
- Ivan Jordović – Uwe Walter (ур.), Feindbild und Vorbild. Die athenische Demokratie und ihre intellektuellen Gegner, Historische Zeitschrift, Beihefte (Neue Folge), Bd. 74, De Gruyter, Berlin - Boston 2018, 343 стр.
- К. Марицки Гађански, Р. Васић, И. Јордовић, С. Ферјанчић, С. Бошков, Зборник радова с међународног научног скупа „Антика и савремени свет: тумачење антике, Београд 2014, 476 стр.
- К. Марицки Гађански, Р. Васић, И. Јордовић, С. Бошков (ур.), Зборник радова с међународног научног скупа „Антика, савремени свет: научници, истраживачи и тумачи“, Београд 2013, 492 стр.

#### Чланци
- On the Mirror of Tyrants: Xenophon’s Hiero and Its Context(s), Истраживања 31 (2020), 24–64.
- Égalité, liberté et contrainte dans la Polis grecque, у: B. Collette-Dučić – M.-A. Gavray – J.-M. Narbonne (ур.), L’esprit critique dans l’Antiquité. Critique et licence dans la Grèce antique, tome 1, Paris: Les Belles Lettres 2019, 283–316.
- I. Jordović – U. Walter, Vom Feind lernen. Der Einfluss der demokratischen Ideologie auf das antidemokratische Denken im 5. und 4. Jahrhundert v. Chr.’, у: I. Jordović – U. Walter (ур.), Feindbild und Vorbild. Die athenische Demokratie und ihre intellektuellen Gegner, Historische Zeitschrift Beihefte (Neue Folge) Bd. 74, Berlin/Boston: De Gruyter 2018, 9–44.
- Bios Praktikos and Bios Theoretikos in Plato’s Gorgias, у: A. Stavru – C. Moore (ур.), Socrates and the Socratic Dialogue, Leiden: Brill, 2018, 369–385.
- Kingdom versus Empire in Xenophon’s Cyropaedia, Balcanica 47 (2016), 35–53.
- The Origins of Philolaconism: Democracy and Aristocratic Identity in Fifth-Century BC Athens, Classica et Mediaevalia 65 (2015), 127–154.
- Xenophon on the Nature of Political Leadership in the Memorabilia of Socrates, Živa Antika – Antiquité vivante 63 (2013), 13–25.
- Aristotle on Extreme Tyranny and Extreme Democracy, Historia 60, 2011, 36–64.
- Herodotus and the Emergence of the Demagogue Tyrant Concept, Göttinger Forum für Altertumswissenschaft 13 (2010), 1–15.
- Critias and Democracy’ Balcanica 39 (2009), 33–46.
- A Generation Gap in Late Fifth-Century-BC Athens, Balcanica 38 (2008), 7–27.
- Did the ancient Greeks have knowledge of collective tyranny?, Balcanica 36 (2006), 17–33.